# Indiana
Indiana é um dos 50 estados dos Estados Unidos, localizado na Região Nordeste (Manufacturing Belt) do país. Indiana é um líder das indústrias agropecuária e de manufatura do país, sendo também um dos estados mais populosos dos Estados Unidos.
Indiana é coberto em sua maior parte por planícies. Boa parte do estado possui um terreno pouco acidentado e um solo fértil, o que estimulou a prática da agricultura na região. Atualmente, Indiana é um grande produtor de trigo e milho dos Estados Unidos.
A palavra Indiana significa "terras dos indígenas". O cognome de Indiana é The Hoosier State. Os habitantes do estado são conhecidos nacionalmente como hoosiers. A origem deste cognome é desconhecida, e existem diversas teorias sobre ela. Uma destas teorias é que a palavra hoosier vem de Samuel Hossier, um empresário que tinha o hábito de contratar empregados vindos de Indiana. Outras teorias atribuem a origem da palavra a uma gíria local, possivelmente "husher" ou "hoozer".
Inicialmente, Indiana fazia parte da colônia francesa da Nova França. Em 1763, a região passou a ser controlada pelos britânicos. Após o fim da Guerra da Independência dos Estados Unidos, o atual estado de Indiana passou a ser controlado pelos norte-americanos, inicialmente como parte do Território do Noroeste; posteriormente, tornou-se um território próprio. Em 11 de dezembro de 1816, o Território de Indiana foi elevado à categoria de estado, tornando-se o 18º estado norte-americano.
A localização central de Indiana deu ao estado importância ao longo do século XIX, durante o movimento da expansão norte-americana em direção ao oeste, rumo à costa pacífica, o que eventualmente fez com que Indiana adotasse como lema oficial The Crossroads of America (As estradas da América).

## História

### Até 1816
Acredita-se que os primeiros nativos americanos a instalarem-se na região que consiste atualmente o Estado de Indiana foram os Mound Builders. No decorrer do tempo, essa tribo nativo americana desapareceu da região. Os primeiros exploradores europeus que chegaram à região, em 1679, encontraram nativos americanos da tribo Miami. Posteriormente, durante os séculos XVIII e XIX, outras tribos nativos americanas viriam instalar-se (e sairiam) no Indiana, como os Delaware, Mahican, Munsee e os Shawnee, que vieram do leste (migrando para a região após perderem suas terras para colonos brancos em outras regiões do leste americano) e os Kickapoo, Piankshaw, os Potawatomi e os Wea, bem como tribos hurões, que vieram do norte. Os Potawatomi seriam os últimos nativos americanos a instalarem-se na região, em torno de 1795. Estas tribos nativos americanas foram todas forçadas pelos colonos brancos que instalaram-se na região a venderem/cederem suas terras, e a migrarem em direção a oeste. Quando os Potawatomi foram forçados a saírem do Indiana, em 1838, poucos nativos americanos restavam no Indiana.
O primeiro explorador europeu a explorar o atual Indiana foi o francês René-Robert Cavelier, que explorou partes dos rios St. Joseph e Kankakee. Cavelier exploraria novamente a região norte do atual Indiana em 1680. Em 1682, Cavelier reivindicou toda a região em torno dos Grandes Lagos (juntamente com a bacia hidrográfica do  Rio Mississípi) à coroa francesa.
Os franceses pouco se interessaram em povoar a região, buscando primariamente fundar postos comerciais para a realização de trocas comerciais com nativos americanos locais (primariamente para a obtenção de peles). Em 1732, os franceses fundaram o primeiro assentamento permanente do Indiana, Vincennes. Porém, os britânicos passaram a competir com os franceses por este comércio, a partir do início do século XVIII. Inicialmente, tratando os nativos americanos como "iguais", os nativos americanos realizavam suas trocas comerciais primariamente com os franceses. Mas gradualmente tribos nativos americanas passaram a preferenciar os britânicos, que pagavam mais em troca das peles, inclusive armas de fogo.
Em 1754, a Guerra Franco-Indígena teve início entre os franceses e os britânicos na América do Norte. A guerra teve fim em 1763, que resultou em derrota francesa. Sob os termos do Tratado de Paris, os franceses cederam o controle da região do Indiana - entre outros territórios - para os britânicos. Durante os próximos anos, a população da região cresceria muito lentamente, por colonos vindos das atuais Treze Colônias, com a maior parte dos novos colonos instalando-se em Vincennes. Em 1778, três anos após o início da Guerra da Independência dos Estados Unidos teve início, uma tropa de rebeldes americanos, sob o comando de George Rogers Clark, tomou Vincennes dos britânicos. Estes tomaram controle de Vincennes novamente ainda no mesmo ano, mas Clark reconquistou o assentamento permanentemente em 1779.
Em 1787, o Indiana passou a fazer parte do Território do Noroeste. Então, os habitantes brancos instalados na região já sofriam com constantes ataques nativos americanos. Estes ataques aumentaram drasticamente após o fim da Revolução Americana, em 1783, e após isto, a tribo nativo americana Miami realizou diversos ataques contra assentamentos habitados por pessoas de ascendência europeia, matando diversos brancos e destruindo tais assentamentos. Foi somente em 1794 que os Miami foram derrotados na Batalha de Fallen Timbers.

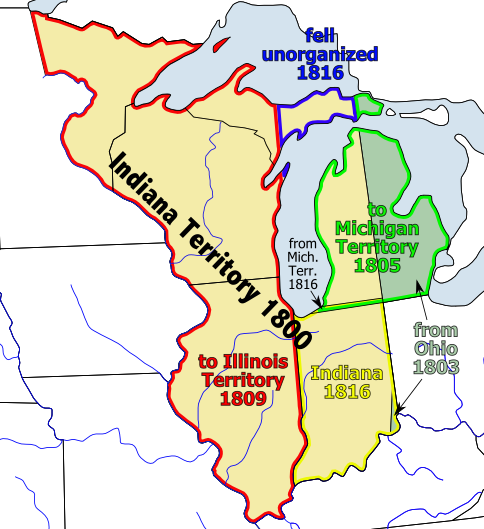
Mapa do Território de Indiana (1800).

Em 1800, o Território de Indiana foi criado, com Vincennes sendo a capital territorial. Este território - cujo primeiro governador foi William Henry Harrison, que seria futuramente o nono Presidente americano, em março de 1841 - incorporava terras que fazem hoje parte de outros Estados americanos - especialmente toda a região que compõe hoje o Estado de Illinois. A região do Illinois tornou-se um território próprio em 1809, e, então, o Território de Indiana adquiriu a maior parte de suas fronteiras atuais. O governo americano passou a incentivar o povoamento da região, vendendo lotes de terra a baixos preços para os que estivessem dispostos a instalarem-se na região.
No mesmo ano, Harrison, comprou 1,17 milhão de hectares de terras nativo americanas, sob o Tratado de Fort Wayne. Este tratado foi uma das causas da Guerra de Tecumeh, que se iniciaria em 1811, quando diversas tribos nativos americanas uniram-se contra os americanos. No mesmo ano, Harrison derrotou os nativos americanos, na Batalha de Tippercanoe. Após o início da Guerra de 1812, os nativos americanos aliaram-se com os britânicos. Em 1813, Harrison derrotou novamente os nativos americanos, na Batalha de Thames (na atual província canadense de Ontário). O principal líder das forças indígenas, Tecumseh, foi morto na batalha, e os ataques indígenas em assentamentos brancos no Indiana teve fim. Ainda em 1813, Corydon tornou-se a nova capital do território. Em 11 de dezembro de 1816, o Indiana tornou-se o 19° Estado americano.

### 1816 - 1900
O governo do Indiana enfrentou um sério problema após ter sido elevado à categoria de Estado: a completa falta de recursos econômicos, e a ausência de fontes de renda que gerassem receita para o Estado. A única fonte de renda do governo passou a ser um pequeno imposto de terreno, implementado rapidamente como uma medida de emergência, e que encontrou grande resistência por parte dos fazendeiros do Estado, que mal conseguiam gerar renda suficiente para sustentarem a si próprios - por causa da localização isolada da região, longe de mercados de consumo, e da falta de meios de transportes adequados. O governo do Indiana receberia ajuda econômica do governo federal durante a década de 1820, e gastaria pesadamente - e descontroladamente - em diversos programas. Os gastos descontrolados haviam endividado pesadamente o governo do Indiana em duas décadas, com muitos destes programas nunca tendo sido completados.
Em 1818, o Indiana adquiriu suas fronteiras atuais, quando os Estados Unidos compraram dos nativos americanos a região centro-oeste do Indiana, inclusive a área onde atualmente localiza-se a cidade de Indianápolis. Em 1819, o primeiro europeu instalou-se permanentemente na região onde atualmente localiza-se Indianápolis. Esta foi fundada oficialmente em 1821, e tornou-se oficialmente a capital do Indiana em 1824 - graças à sua localização central no Estado.
Em 1825, um reformista escocês, Robert Owen, fundou New Harmony, planejando criar uma comunidade, e o início de um novo sistema social, como a instalação de diversas regras e a cooperação conjunta entre os habitantes. New Harmony fora governada por ideias progressivistas, que eram desconhecidas à época. Embora tenha visto algum sucesso nos seus primeiros meses, a falta de cooperação entre os habitantes causou o fim do experimento, em 1827.
As condições econômicas do Estado - difíceis até então - passaram a melhorar gradualmente a partir da década de 1830, com a construção de canais hidroviários que passaram a conectar rios do Indiana com os Grandes Lagos - até então, produtos agropecuários eram transportados via o Rio Mississípi, até Nova Orleães. A construção de ferrovias no Indiana, a partir do fim da década de 1840, acelerou o crescimento econômico do Estado, e fez com que mais imigrantes e habitantes do leste americano passassem a instalarem-se no Estado. A primeira ferrovia do Indiana, construída entre Indianápolis e Madison, foi inaugurada em 1847.
Durante a década de 1850, o Indiana já possuía uma extensiva malha ferroviária conectando o Estado com o restante do país, e uma indústria agropecuária consolidada e em franco crescimento. Em 1852, os Irmãos Studebaker criaram uma planta industrial para a fabricação de vagões ferroviários, em South Bend. A companhia industrial dos irmãos, a Studebaker Corporation, tornar-se-ia posteriormente a maior fabricante de vagões ferroviários do país.
Em 1861, a Guerra Civil Americana teve início. O Indiana, cuja população era em sua grande maioria abolicionista, participou ativamente ao lado da União, os Estados Unidos propriamente dito, contra os Estados Confederados da América. O único conflito registrado no Indiana foi a Batalha de Corydon, em 1863, registrado em Corydon.
Após a guerra, uma recessão econômica abateu-se sobre o setor agropecuário do Estado, causada primariamente por baixos preços dos produtos agropecuários e altos preços de transporte, consequentemente, endividando muitos fazendeiros, muitos dos quais mudaram-se para as cidades. O setor agropecuário do Indiana recuperar-se-ia somente durante a década de 1890. Porém, a criação da Studebaker e a Guerra Civil Americana haviam estimulado a construção de diversos estabelecimentos industriais, durante e após a guerra civil. Em 1886, a descoberta de fontes de gás natural no Indiana atraiu diversas companhias industriais ao Estado. Em 1889, a Standard Oil Company fundaria o que era então uma das maiores refinarias de petróleo do mundo, em Whitting. No mesmo ano, Benjamin Harrison, de Indianápolis, neto de William Henry Harrison, tornou-se Presidente dos Estados Unidos. Ao final do século XIX, a indústria de manufatura já era facilmente a maior fonte de renda do Indiana, e cerca de 30% da população do Estado morava em cidades.

### 1900 - Tempos atuais
O setor de manufatura do Indiana continuou a crescer rapidamente durante as primeiras décadas do século XX. Empresas industriais instalavam-se no Estado, e criaram diversas cidades industriais. Uma das mais bem-sucedidas destas cidades foi Gary, fundada em 1906, pela United States Steel Corporation, onde a companhia instalaria sua principal - e maior - complexo industrial. Durante as primeiras décadas do século, o Estado também adotaria leis trabalhistas, tais como o Workermen's Protection Act de 1915, que obrigava aos empregadores o pagamento de indenização a trabalhadores machucados por causa de erro/negligência do empregador. Porém, tais leis seriam posteriormente pouco modificadas, sendo que o Indiana possui atualmente uma das legislações menos favoráveis aos trabalhistas do país. A Primeira Guerra Mundial e a alta demanda por produtos industrializados durante a década de 1920 foram dois fatores que estimularam o setor de manufatura do Indiana durante o início do século, embora o setor agropecuário do Estado tenha sofrido durante a década de 1920, por causa de baixos preços.
Em 1929, a Grande Depressão teria início, causando grande recessão econômica no Indiana, o fechamento de diversas facilidades industriais, e altas taxas de desemprego. Esta recessão perdurou durante toda a década de 1930. Em 1933, em uma tentativa de lidar melhor com a recessão, o Indiana reorganizou seu Poder Executivo, dando ao governador maiores poderes. Programas de assistência socioeconômica e construções públicas, realizadas pelo governo federal e do Indiana, ajudaram a minimizar em parte os efeitos da recessão no Estado.
Em 1940, o democrata Henry F. Schricker foi eleito governador. Porém, a maior parte dos membros eleitos do Legislativo do Estado eram republicanos. Estes aprovaram no mesmo ano um ato que diminuía os poderes do governador, embora a Suprema Corte dos Estados Unidos anulasse o ato, julgando-a inconstitucional. Em 1941, a entrada dos Estados Unidos na Segunda Guerra Mundial acabou com os efeitos da recessão econômica então existente, devido ao aumento da demanda por produtos industrializados. No final da década de 1940, mais do que metade da população do Indiana moravam em cidades.
O Indiana prosperou economicamente até a década de 1970, tendo na manufatura sua principal fonte de renda. Cidades industriais tais como Indianápolis e Gary continuavam a atrair fazendeiros, bem como sulistas, primariamente afro-americanos. Atualmente, tanto Indianápolis quanto Gary possuem grandes comunidades afro-americanas. Em 1970, Indianápolis e o condado onde a cidade localiza-se, Marion, fundiram seus governos, e expandiu drasticamente Indianápolis em área, que passou a ocupar quase todo o condado.
Crescentes gastos forçaram o governo do Indiana a implementar um imposto de venda em 1963. O Estado aumentaria este imposto em 1973 e na década de 1980. Durante a década de 1970, a crescente modernização do setor de manufatura fez com que muitos trabalhadores ficassem desempregados. Durante a década de 1980, o Indiana foi atingido pela recessão econômica que abatera-se sobre o setor de manufatura dos Estados primariamente industriais da Rust Belt - causando desemprego e fechamento de diversas fábricas, embora os efeitos da recessão tenham sido significantemente menores do que aqueles sofridos por outros Estados da Rust Belt. A economia do Estado e seu setor de manufatura recuperam-se rapidamente durante a década de 1990, em contraste com o restante dos Estados do Rust Belt.

## Geografia

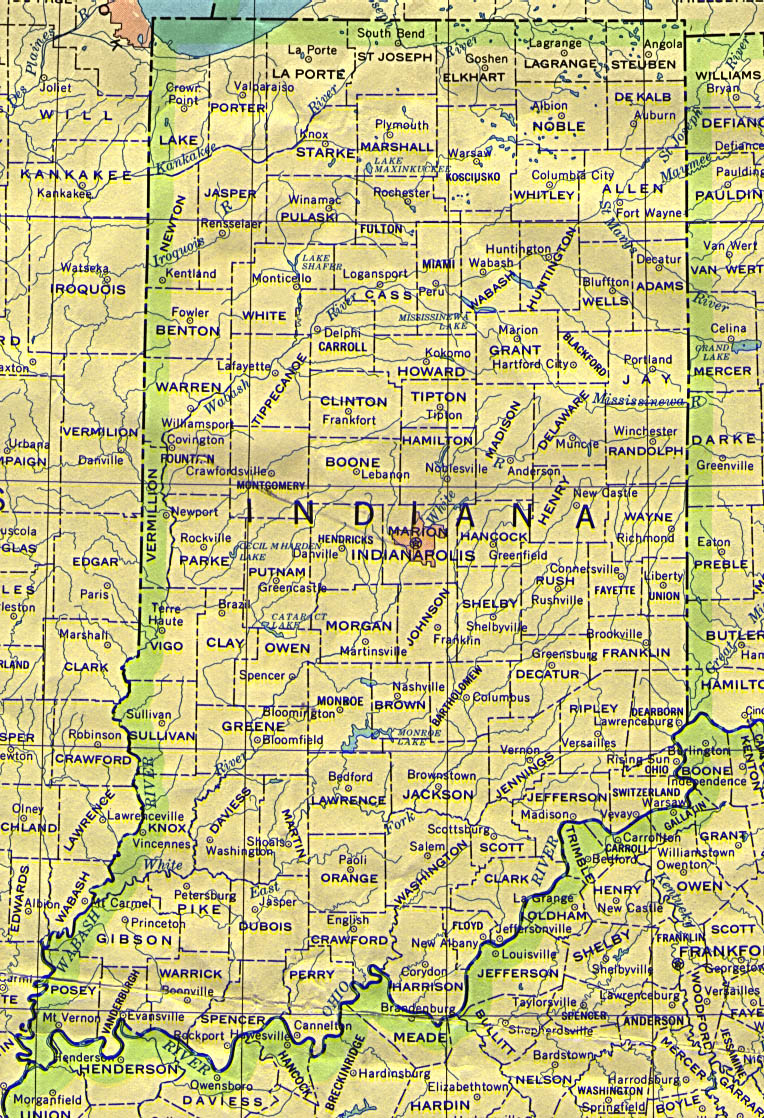
Mapa do Indiana e de seus 92 condados.

Indiana limita-se ao norte com o lago Michigan e o estado de Michigan, a leste com o estado de Ohio, a sudeste e ao sul com o estado de Kentucky, e a oeste com o estado de Illinois. Com um pouco mais de 94 mil quilômetros quadrados, é o 38º maior estado americano em área do país.
O rio Wabash corta Indiana por cerca de 650 km, cortando o estado em um sentido nordeste-sudoeste. O rio Wabash deu a Indiana duas músicas estaduais, o On the Banks of the Wabash (Nas margens do Wabash) e o Wabash Cannonball.
O rio White é um afluente do Wabash. Em suas margens estão localizadas duas grandes cidades, Indianápolis e Muncie. Evansville, a terceira maior cidade do estado, está localizada às margens do rio Ohio, que forma toda a fronteira de Indiana com Kentucky. Outro rio importante do Indiana é o St. Joe.
O rio Wabash é um afluente do rio Ohio. Este, por sua vez, é um afluente do rio Mississippi. A bacia hidrográfica do Mississippi cobre a maior parte do estado. Até mesmo rios que nascem a quilômetros do lago Huron vão em direção ao sul. Apenas os rios de uma estreita faixa de terra, de 5 km de espessura, às margens do litoral do lago Huron, desaguam neste lago. O litoral de Indiana junto ao lago Huron possui cerca de 50 quilômetros de comprimento. A queda de água mais alta do estado, Clifty Falls, possui uma queda livre de 30 metros de altura.
A região nordeste de Indiana é composta primariamente por fazendas, embora o canto noroeste do estado - parte da região metropolitana de Chicago (localizada no estado vizinho de Illinois) - seja dominada primariamente por comunidades urbanas. Neste canto localiza-se Gary, que é efetivamente um subúrbio de Chicago, mesmo estando localizado em outro estado. O rio Kankakee, que corta a região norte de Indiana, serve como fronteira entre as regiões rural e suburbana do norte de Indiana.
O sul de Indiana é uma mistura de fazendas e áreas florestais. O Hoosier National Forest é uma reserva natural de 200 mil acres de área, localizado próximo à Bedford. A região sul de Indiana contém no geral mais morros e variações geográficas do que o norte do estado. Florestas cobrem no total cerca de um sexto do estado.
O Indiana pode ser dividido em três distintas regiões geográficas:
- As Planícies dos Grandes Lagos ocupam a região norte de Indiana. Esta região caracteriza-se por seus vários pequenos lagos e morros pouco elevados, compostos por sedimentos deixados por geleiras. O seu solo é muito fértil, e a maior parte da região é utilizada para a prática da agricultura.
- As Planícies Till ocupam a região central de Indiana. As altitudes destas planícies aumentam gradativamente, à medida que se viaja em direção ao sul. Estas planícies possuem poucos acidentes geográficos, e caracterizam-se pelos seus morros baixos e largos. Seu solo é fértil - embora menos do que nas Planícies dos Grandes Lagos. O ponto mais alto de Indiana localiza-se nesta região - o Morro Hoosier, com 383 metros de altitude - localizado no Condado de Wayne.
- As Planícies e Morros do Sul ocupam a região central de Indiana. É a única das três regiões que não foi coberta por geleiras, durante as últimas idades do gelo. Possui os terrenos mais acidentados do estado. Muito desta região é coberta por florestas. O ponto mais baixo de Indiana localiza-se nesta região, no extremo sudoeste do estado.

### Clima
O clima de Indiana é temperado, com quatro distintas estações, com verões quentes, e invernos frios. As temperaturas em Indiana, durante todo o ano, caem à medida que a latitude aumenta - com exceção no extremo noroeste do estado, onde a presença do lago Michigan faz com que a temperatura média da região sejam levemente mais alta do que no restante do norte do estado, no inverno. O tempo em Indiana é relativamente instável, e o tempo em um dado dia pode mudar repentinamente, especialmente no inverno. O principal motivo desta instabilidade é a ausência de obstáculos geográficos no estado e em suas proximidades, que permitem o rápido movimento de correntes de ar vindas de quaisquer direções ao longo do estado.
A temperatura média em Indiana no inverno é de -6°C no norte do estado, -3°C na região central e de 1°C no sul. A média das mínimas é de -9°C no norte, -6°C na região central, e de -3°C no sul. A média das máximas é de 0°C no norte, -3°C na região central e 8°C no sul. A temperatura mais baixa já registrada em Indiana, de -38°C, foi em New Whiteland, em 19 de janeiro de 1994.
A temperatura média no verão no norte é de 21°C, 23°C na região central, e de 27°C no sul. A média das mínimas é de 15°C no norte, 16°C na região central e de 18°C no sul. A média das máximas é de 27°C no norte, 30°C na região central e de 32°C no sul. A temperatura mais alta já registrada em Indiana foi de 47°C, registrada em 14 de julho de 1936, em Collegeville.
As taxas de precipitação anual média em Indiana variam de menos de 90 centímetros no norte a mais de 110 centímetros no sul. As taxas de precipitação anual de neve do estado, por sua vez, variam entre 100 centímetros no norte a 25 centímetros no sul.

## Política

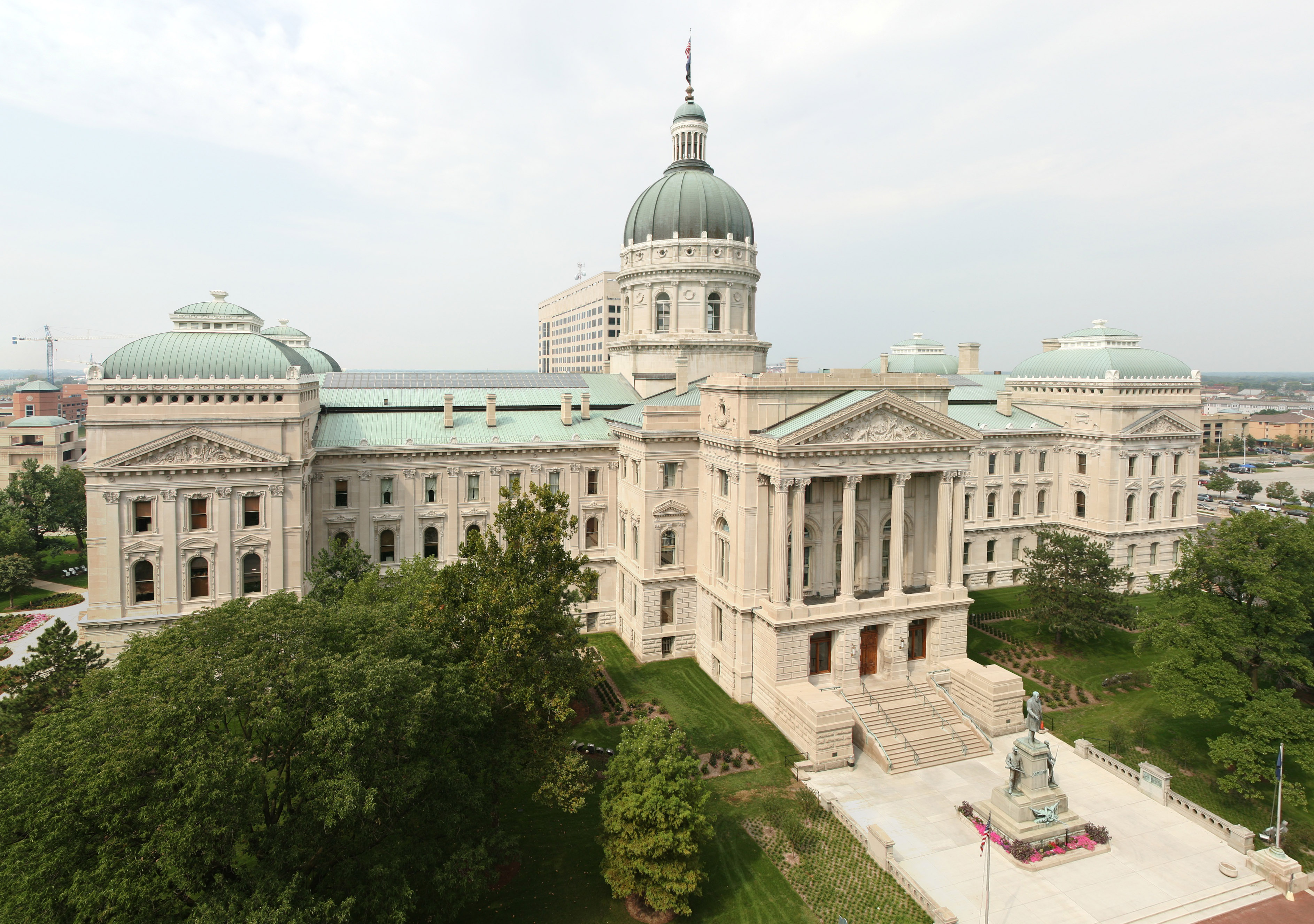
Capitólio Estadual de Indiana em Indianápolis.

A atual Constituição do Indiana foi adotado em 1851. A primeira Constituição do Estado fora adotada em 1816. Emendas à constituição são propostas pelo Poder Legislativo da Indiana, e para ser aprovada, precisa ser aprovada por ao menos 51% do Senado e da Câmara dos Representantes do Estado, em duas votações sucessivas, e então por 51% ou mais da população eleitoral do Indiana, em um referendo. Esta é a única maneira de realizar emendas à Constituição, uma vez que o Estado não permite a adoção de petições ou convenções constitucionais.
O principal oficial do Poder Executivo do Indiana é o governador. Este é eleito pelos eleitores do Estado para mandatos de até quatro anos de duração. Uma dada pessoa pode exercer o cargo de governador quantas vezes puder. O governador do Indiana possui vários poderes que governadores de outros Estados não possuem, como o poder de não somente indicar os líderes da maioria dos diversos departamentos do Executivo do Estado, bem como o poder de ajustar os salários destas pessoas, e de remover tais pessoas do cargo, a qualquer momento.
O Poder Legislativo do Indiana - oficialmente chamado de Assembleia Legislativa - é constituído pelo Senado e pela Câmara dos Representantes. O Senado possui um total de 50 membros, enquanto que a Câmara dos Representantes possui um total de 100 membros. O Indiana está dividido em 50 distritos legislativos. Os eleitores de cada distrito elegem um senador e dois representantes, que irão representar tal distrito no Senado/Câmara dos Representantes. O termo dos senadores é de quatro anos, enquanto o termo de ofício dos representantes é de dois anos. Não há limite em número de termos que uma dada pessoa pode exercer.
As cortes mais altas do Poder Judiciário do Indiana são a Suprema Corte da Indiana e a Court of Appeals of Indiana. A Suprema Corte consiste em quatro juízes e um chefe de justiça (este último não pode ter afiliação política), enquanto a Court of Appeals possui 15 juízes. Com exceção do chefe de justiça da Suprema Corte, todos os juízes das duas cortes mencionadas são primeiramente indicados pelo governador para mandatos de até dois anos de duração. Tais juízes podem continuar a exercerem seus cargos caso a população do Estado, em uma votação, decidam por optar manter tal juiz a exercer seu cargo. Neste caso, o mandato do juiz é estendido em 10 anos, podendo ser novamente estendido após o fim deste período.
O Indiana está dividido em 92 condados. 91 destes condados são governados por um conselho de comissionadores, composto por 3 membros, eleitos pela população dos condados para mandatos de até quatro anos de duração. O outro condado, Marion, adotou um programa de administração conjunta com a cidade de Indianápolis. Atualmente, o condado de Marion é administrado por um prefeito e um conselho municipal de 29 membros, e é efetivamente coexistente com a cidade de Indianápolis. Além dos condados, outras divisões administrativas incluem cidades primárias (cities) e secundárias (towns) e municipalidades. O formato de administração política destas divisões é estabelecido pelo governo, e todas estas divisões precisam seguir tais padrões. Atualmente, todas as cidades do Estado são governadas por um prefeito e um conselho municipal.
Cerca de metade da receita do orçamento do governo do Indiana é gerada por impostos estaduais, sendo o restante vem de verbas recebidas do governo federal e de empréstimos. Em 2002, o governo do Estado gastou 22,205 bilhões de dólares, tendo gerado 20,116 bilhões de dólares. A dívida governamental do Indiana é de 9,456 bilhões de dólares. A dívida per capita é de 1 536 dólares, o valor dos impostos estaduais per capita é de 1 657 dólares, e o valor dos gastos governamentais per capita é de 3 606 dólares.
Historicamente, o Indiana tem sido dominado politicamente pelo Partido Republicano, desde a Guerra Civil Americana, embora a influência do Partido Democrata no Estado tenha aumentado lentamente, desde a Grande Depressão da década de 1930. Desde a Guerra Civil, na maioria das eleições, os republicanos obtiveram a maioria das posições no Senado e/ou na Câmara dos Representantes. Seria somente em 1988 que o primeiro governador democrata seria eleito, desde a Guerra Civil. Os republicanos também dominam o Estado a nível nacional, sendo que a maioria dos senadores e representantes do Indiana no Congresso dos Estados Unidos, desde a Guerra Civil, tem sido republicanos.

## Demografia
Em 2000, segundo o censo americano, o Indiana possuía 6 080 485 habitantes, um crescimento de 9,2% em relação à população do Estado em 1990, de 5 564 228 habitantes. Uma estimativa realizada em 2004 estima a população do Estado em 6 237 569 habitantes. Uma estimativa realizada em 2005 estima a população do Estado em 6 271 973 habitantes, um crescimento de 12,7% em relação à população do Estado em 1990, de 3,1%, em relação à população do Estado em 2000, e de 0,7% em relação à população estimada em 2004.
O crescimento populacional natural do Indiana entre 2000 e 2005 foi de 159 488 habitantes - 451 681 nascimentos menos 292 193 óbitos - o crescimento populacional causado pela imigração foi de 55 656 habitantes, enquanto que a migração interestadual resultou na perda de 17 mil habitantes. Entre 2000 e 2005, a população do Indiana cresceu em 191 456 habitantes, e entre 2004 e 2005, em 45 436 habitantes.

### Raças e etnias
Composição racial da população do Indiana:
- 85,8% Brancos
- 8,4% Afro-americanos
- 3,5% Hispânicos
- 1% Asiáticos
- 0,3% Nativos americanos
- 1,2% Duas ou mais raças

Os cinco maiores grupos étnicos do Estado são alemães (que formam 22,7% da população do Estado), americanos (12%; a maioria é descendente de ingleses ou escoceses), irlandeses (10,8%), ingleses (8,9%) e afro-americanos (8,4%).
Os alemães são o maior grupo étnico do Indiana. Segundo o censo americano, de cada quatro brancos, um possui ancestralidade primariamente alemã. Pessoas de ascendência americana (primariamente brancos de ascendência britânica) e britânica também estão presentes ao longo do Indiana, especialmente nas regiões sul e central do Estado. Gary e outros subúrbios de Chicago no Indiana, juntamente com a cidade de Indianápolis, possuem grandes comunidades afro-americanas.
South Bend possui uma grande população polonesa, e existe em Mishawaka um número razoável de pessoas de ancestria belga. A Oblewania, uma celebração polonesa, é celebrada na segunda-feira após páscoa, e é festejada pelos habitantes da cidade.
Uma grande população hispânica está localizada no Condado de Elkhart, particularmente na cidade de Goshen. Estas áreas, anteriormente dominadas por pessoas de ancestria alemã e neerlandesa, agora possui uma alta concentração de estabelecimentos comerciais hispânicos (particularmente mexicanos), e diversas placas oficiais da cidade são bilinguais.
O crescimento populacional do Indiana, desde 1990, tem concentrado-se nos condados em torno de Indianápolis, onde estão localizados quatro dos cinco condados com as maiores taxas de crescimento populacional do Estado: Hamilton, Hendricks, Condado de Johnson e Condado de Hancock. O quinto condado é Dearborn, localizado próximo à Cincinnati. Enquanto isto, decrescimento populacional está concentrado em uma série de condados que formam geograficamente uma linha entre Logansport e Richmond. Outros três condados que também experienciaram declínio populacional, localizados ao longo dos rios Wabash e Ohio, foram Vigo, Knox e Perry.

### Religião
| Total de Cristãos | Protestantes | Católicos | Outras (Cristãs) | Outras (não-Cristãs) | Sem religião |
| 82 %              | 64 %         | 16 %      | 2 %              | 2 %                  | 16 %         |

A maioria da População de Indiana considera-se cristã (82%), sendo os protestantes maioria, embora o Estado também possua uma população católica significante. A presença católica no Estado é marcada também pela presença da Universidade de Notre Dame. O Indiana abriga uma população moderada de menonitas e amish, particularmente nos condados de Elkhart e LaGrange, no oeste do Estado. O Indiana possui a maior população membros da Igreja de Cristo. Dos 64% de protestantes as principais denominações são a Igreja Batista (15%), a Igreja Metodista (10%), a Igreja Luterana (6%), a Igreja de Cristo (5%), a Igreja Pentecostal (3%)e os Menonitas (1%). Além disso, o estado tem minorias religiosas significantes como judeus, muçulmanos e outras religiões, os judeus são a segunda maior religião depois do Cristianismo no estado, cerca de 16% da população considera-se sem filiação religiosa. Em termos gerais Indiana é considerado um estado religioso, 54% da população adulta no estado considera a religião algo muito importante em suas vidas, 25% considera a religião algo relativamente importante em suas vidas e 21% considera a religião algo pouco sem importância em suas vidas, também 38% afirma que frequenta a igreja semanalmente, 32% frequenta a igreja poucas vezes ao mês e 30% afirma que raramente ou nunca vai a igreja.

### Principais cidades

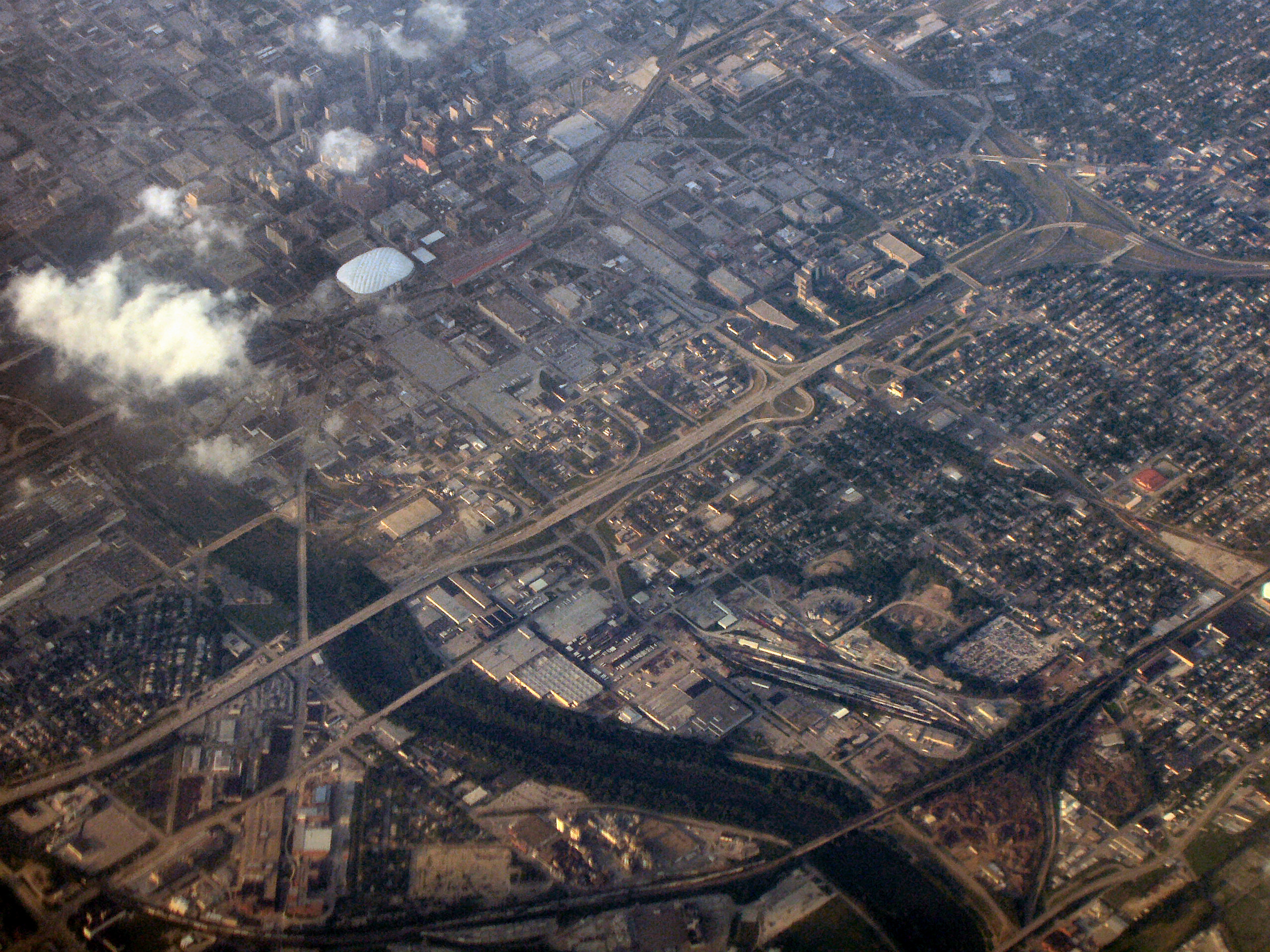
Indianápolis.

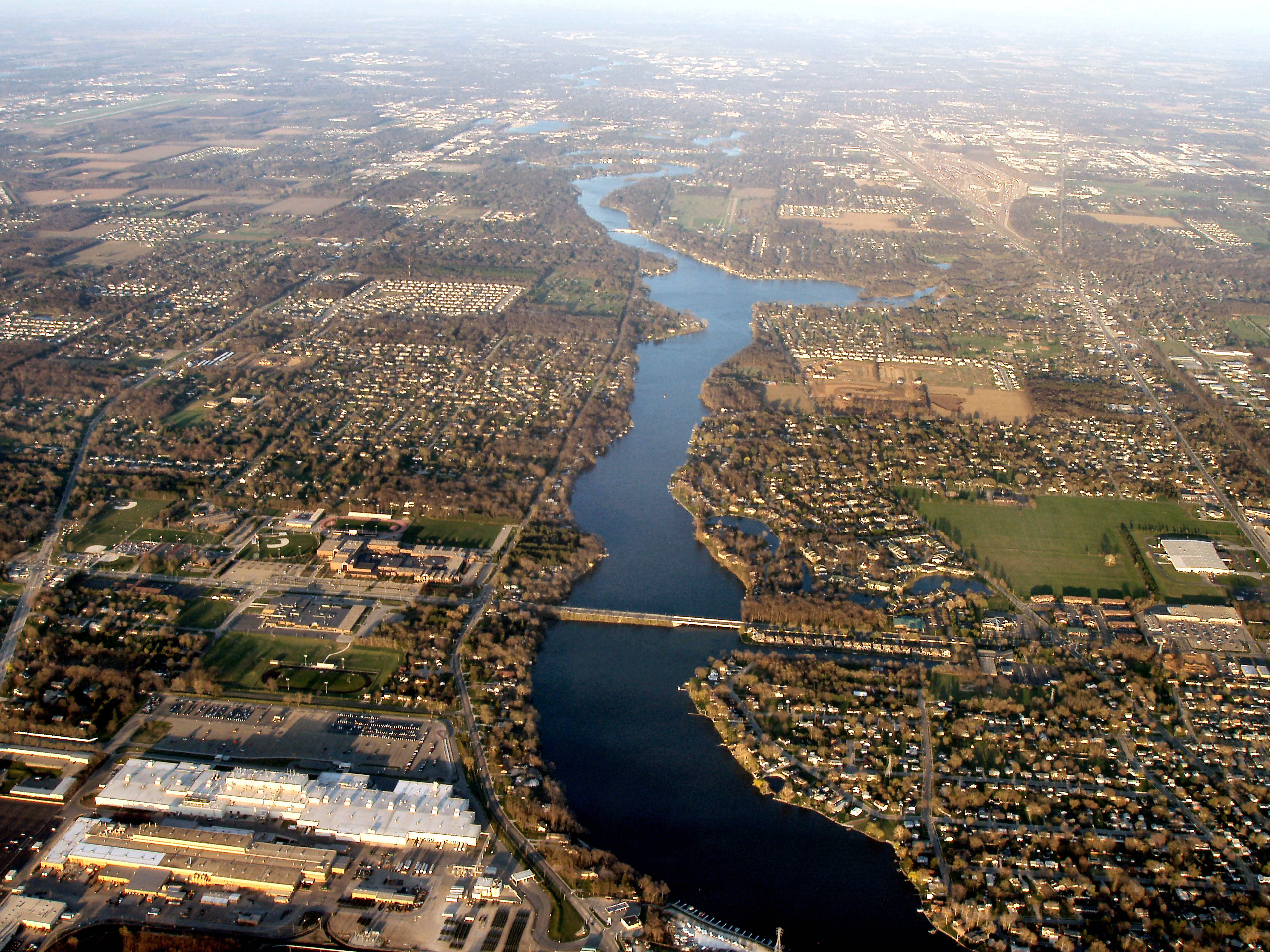
Vista do Rio St. Joe. A comunidade urbana em primeiro plano, às margens do rio, é Mishawaka. Elkhart pode ser vista no fundo da imagem.

| População > 1 000 000 (área urbanizada) - Indianápolis População > 100 000 (área urbanizada) - Fort Wayne - Evansville - South Bend - Gary População > 10 000 (área urbanizada) - Anderson - Bloomington - Muncie - Terre Haute - Elkhart - Lafayette - West Lafayette - Michigan City - Kokomo - Columbus - Marion - Richmond - Perrysville - Warsaw - Logansport - New Castle - Vincennes - Auburn - Seymour - Shelbyville - Huntington - Frankfort - Connersville - Crawfordsville - Greenfield - Peru - Bedford - Lebanon - Madison - Jasper - Lawrenceburg - Martinsville - Washington - Plymouth - Wabash - North Vernon - Scottsburg - Angola - Monticello |  |  | - Elwood - Kendallville - Greensburg - Decatur - Valparaiso - Brazil - Jeffersonville Importantes subúbios de Indianápolis - Avon - Beech Grove - Brownsburg - Carmel - Fishers - Franklin - Greenwood - Lawrence - Noblesville - Plainfield - Southport - Speedway - Zionsville Importantes subúbios de Chicago - Crown Point - East Chicago - Gary - Griffith - Hammond - Highland, Lake County - Hobart - Merrillville - Munster - Portage Importantes subúbios de Louisville - Clarksville - Jeffersonville - New Albany Importantes surbúbios de Fort Wayne - Huntertown - Leo-Cedarville - New Haven Importantes surbúbios de Evansville - Princeton - Newburgh Importantes subúrbios de South Bend - Granger - Mishawaka |

## Economia

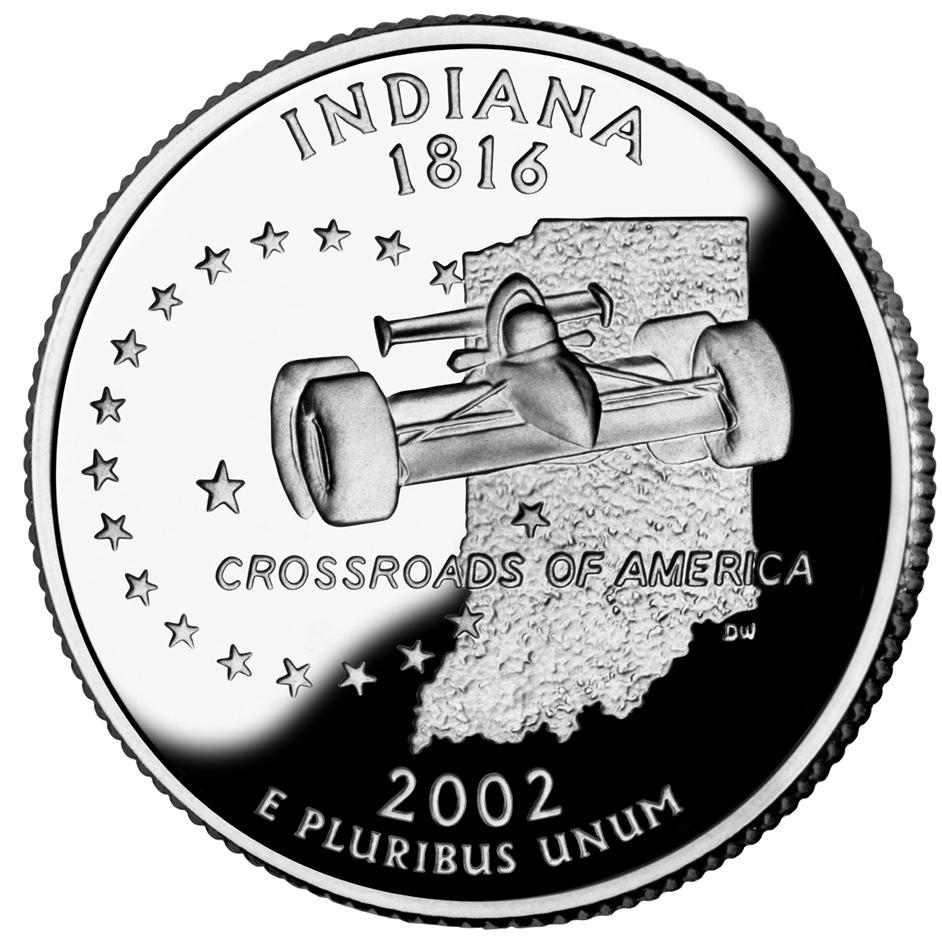
Moeda de 25 centavos de dólar americano do Indiana.

O produto interno bruto de Indiana, em 2003, foi de 214 bilhões de dólares. A renda per capita do estado, por sua vez, foi de 28 783 dólares.
O setor primário responde por 1% do PIB do Indiana. A agricultura e a pecuária respondem juntas por total por 1% do PIB do Estado. A Indiana possui cerca de 66 mil fazendas, que cobrem cerca de 70% do estado. Os principais produtos produzidos pela indústria agropecuária de Indiana são trigo, soja, tomates, leite e carne bovina. Os efeitos da pesca e a silvicultura são negligíveis na economia de Indiana.
O setor secundário responde por 36% do PIB de Indiana. O valor total dos produtos fabricados no Estado é de 72 bilhões de dólares. Os principais produtos industrializados fabricados no Estado são equipamentos de transporte, produtos químicos, derivados de petróleo e carvão, alimentos industrializados e maquinário. Nenhum Estado americano depende tanto da indústria de manufatura quanto o Indiana, onde a manufatura responde por 31% do PIB do Estado - mais do que qualquer outro Estado americano - empregando aproximadamente 700 mil pessoas. A indústria de construção responde por 4,95% do PIB do Estado, e emprega aproximadamente 208 mil pessoas. A mineração responde por 0,05% do PIB do Missouri, empregando cerca de nove mil pessoas. Os principais recursos naturais minerados no Estado são carvão e arenito.
O setor terciário responde por 63% do PIB do Indiana. Serviços comunitários e pessoais são responsáveis por 17% do PIB do Estado, que empregam cerca de 945 mil pessoas. O comércio por atacado e varejo responde por 15% do PIB do Estado, e emprega aproximadamente 805 mil pessoas. Serviços financeiros e imobiliários respondem por cerca de 13% do PIB do Estado, empregando aproximadamente 217 mil pessoas. Serviços governamentais respondem por 10% do PIB do Indiana, empregando aproximadamente 418 mil pessoas. Transportes, telecomunicações e utilidades públicas empregam cerca de 168 mil pessoas, respondendo por 8% do PIB do Indiana. Mais de 95% da eletricidade gerada no Indiana é produzida em usinas termoelétricas a carvão. O restante é gerado em usinas termelétricas a petróleo ou em usinas hidrelétricas.
A economia da Indiana é considerada uma das mais amigáveis em relação aos empregadores, dos Estados Unidos. Isto se deve em parte devido ao seu clima de comércio e indústria conservador, baixos impostos cobrados a estabelecimentos comerciais e industriais, e muitas leis trabalhistas que não tem sido mudados desde meados do século XIX, enfatizando a supremacia do empregador, e desfavorecendo os trabalhadores. Por exemplo, empregadores podem despedir trabalhadores a qualquer momento, sem causa justa. Sindicatos trabalhistas operando no Indiana possuem uma das atuações mais fracas do país, e é difícil a organização de um sindicato. Tem-se dito que o Indiana é um Estado pós-industrial com uma mente pré-Industrial quanto aos direitos dos trabalhadores. Com exceções isoladas em áreas universitárias, tais como Bloomington e Lafayette, o Indiana não é muito receptivos a inovações e avanços tecnológicos. A maioria dos líderes políticos do Indiana continuam a enfatizar a base economica do Estado, de manufatura e agricultura.
A manufatura é a maior fonte de renda do Indiana. A região de Calumet, na região noroeste, é o maior centro siderúgico dos Estados Unidos. Esta atividade também requer a geração de grandes quantidades de eletricidade, fazendo do setor de utilidades públicas/geração de eletricidade uma das principais fontes de renda do estado. Indianápolis abriga a principal sede da companhia farmarcêutica Eli Lilly, bem como a sede da Mead Johnson Nutritionals, uma divisão da Bristol-Myers Squibb. Elkhart, no norte, também possuía uma forte indústria farmacêutica, embora isto tenha mudado em tempos recentes, com o fechamento da White Laboratories na década de 1990, e do do planejamento do fechamento da fábrica da Bayer na cidade, anunciado em 2005.
Apesar de sua dependência em relação à indústria de manufatura, o Indiana foi significantemente menos afetada pela recessão econômica que abateu-se sob o setor de manufatura em Estados vizinhos, na tão chamada Rust Belt. Certos fatores no mercado de trabalho parecem ser a explicação. Primeiro, muito da indústria de manufatura pesada, tais como a produção de maquinário e de aço - indústrias tradicionais do Indiana - requer mão-de-obra altamente qualificada - existente em abundância no Estado - e empresas frequentemente estão dispostas a instalarem-se no Indiana, devido à falta de mão-de-obra qualificada em outras regiões. Segundo, a força de trabalho do Indiana está localizado primariamente em cidades de médio porte, ao invés de grandes metrópoles, onde custos operacionais (como impostos, por exemplo) são geralmente mais caros. Isto torna possível a grandes empresas - com aceitação dos trabalhadores - salários um pouco mais baixos do que tais trabalhadores normalmente receberiam realizando tais trabalhos em outras regiões do país. Em outras palavras, empresas frequentemente veem no Indiana a chance de obter qualificações acima da média nacional, pagando em troca salários abaixo da média nacional.

## Educação
Indiana foi o primeiro estado americano a ter instituições de educação superior nos Estados Unidos, em 1816. As verbas necessárias por este sistema público seriam fornecidas pela criação de novos impostos. Porém, muitos dos habitantes do Indiana eram contra o pagamento de impostos em troca de serviços educacionais, e rapidamente, este sistema público foi cancelado, operando apenas nos principais centros urbanos do estado. Em 1851, Indiana criou novamente um sistema estadual de escolas públicas, desta vez, com sucesso.
Atualmente, todas as instituições educacionais em, Indiana precisam seguir regras e padrões ditadas pelo Conselho Estadual de Educação de Indiana. Este conselho controla diretamente o sistema de escolas públicas do estado, que está dividido em diferentes distritos escolares. O conselho é composto por 11 membros. Um destes membros é o superintendente de educação, que lidera o conselho, e é escolhido pelo governador para mandatos de até quatro anos de duração. Os dez membros restantes são eleitos pela população do estado, também para mandatos de até quatro anos de duração.
Cada cidade primária (city), diversas cidades secundárias (towns) e cada condado, é servida por um distrito escolar. Nas cidades, a responsabilidade de administração do sistema escolar público são dos distritos municipais, enquanto que em regiões menos densamente habitadas, esta responsabilidade é dos distritos escolares operando em todo o condado em geral. O Missouri permite a operação de escolas charter - escolas públicas independentes, que não são administradas por distritos escolares, mas que dependem de verbas públicas para operarem. Atendimento escolar é compulsório para todas as crianças e adolescentes com mais de sete anos de idade, até a conclusão do segundo grau ou até os dezessete anos de idade, embora possam sair aos 16, com permissão do diretor da escola onde estudam e de seus pais.
Em 1999, as escolas públicas de Indiana atenderam cerca de 988,7 mil estudantes, empregando aproximadamente 58,9 mil professores. Escolas privadas atenderam cerca de 105,5 mil estudantes, empregando aproximadamente 7,4 mil professores. O sistema de escolas públicas do estado consumiu cerca de 6,697 bilhões de dólares, e o gasto das escolas públicas foi de aproximadamente 7,2 mil dólares por estudante. Cerca de 86,4% dos habitantes do estado com mais de 25 anos de idade possuem um diploma de segundo grau.
A primeira biblioteca de Indiana foi fundada em 1807, em Vincennes. Atualmente, o estado é servido por 239 sistemas de bibliotecas públicas diferentes, que movimentam anualmente uma média de 11,1 livros por habitante. A primeira instituição de educação superior de Indiana foi a Indiana Seminar - atual campi da Universidade de Indiana em Bloomington - fundada em 1820.
Atualmente, Indiana possui 99 instituições de educação superior, dos quais 29 eram públicas e 70 eram privadas. A maior instituição de educação superior de Indiana é a Universidade de Indiana.

## Transportes e telecomunicações
Indiana é um dos principais pólos de transporte dos Estados Unidos. O principal pólo ferroviário, rodoviário e aeroportuário do estado é Indianápolis, enquanto que o principal polo porto do estado é Gary. Em 2002, Indiana possuía 6 861 quilômetros de ferrovias. Em 2003, o estado possuía 152 239 quilômetros de vias públicas, dos quais 1 881 quilômetros eram rodovias interestaduais, considerados parte do sistema federal rodoviário dos Estados Unidos.
O primeiro jornal de Indiana, o Indiana Gazette, foi publicado pela primeira vez em 1804, em Vincennes. Atualmente, são publicados no estado cerca de 270 jornais, dos quais 72 são diários. A primeira estação de rádio do Indiana foi fundada em 1921, em Bloomington.
A primeira estação de televisão do estado foi fundada em 1949, em Indianápolis. Atualmente, Indiana possui cerca de 219 estações de rádio - dos quais 79 eram AM e 140 eram FM - e 36 estações de televisão.

## Cultura

### Símbolos do estado
- Árvore: Liriodendron
- Cognomes:
  - Hoosier State
  - Hospitality State (não oficial)
- Cores: Azul e dourado.
- Flor: Crataegus
- Lema: Crossroads of America (Estradas da América)
- Música: On the Banks of the Wabash, Far Away (Nos Bancos do Wabash, Longe Daqui)
- Pássaro: Cardinalis cardinalis
- Pedra: Calcário
- Poema: Indiana
- Rio: Wabash
- Língua Oficial: Inglês

## Esportes

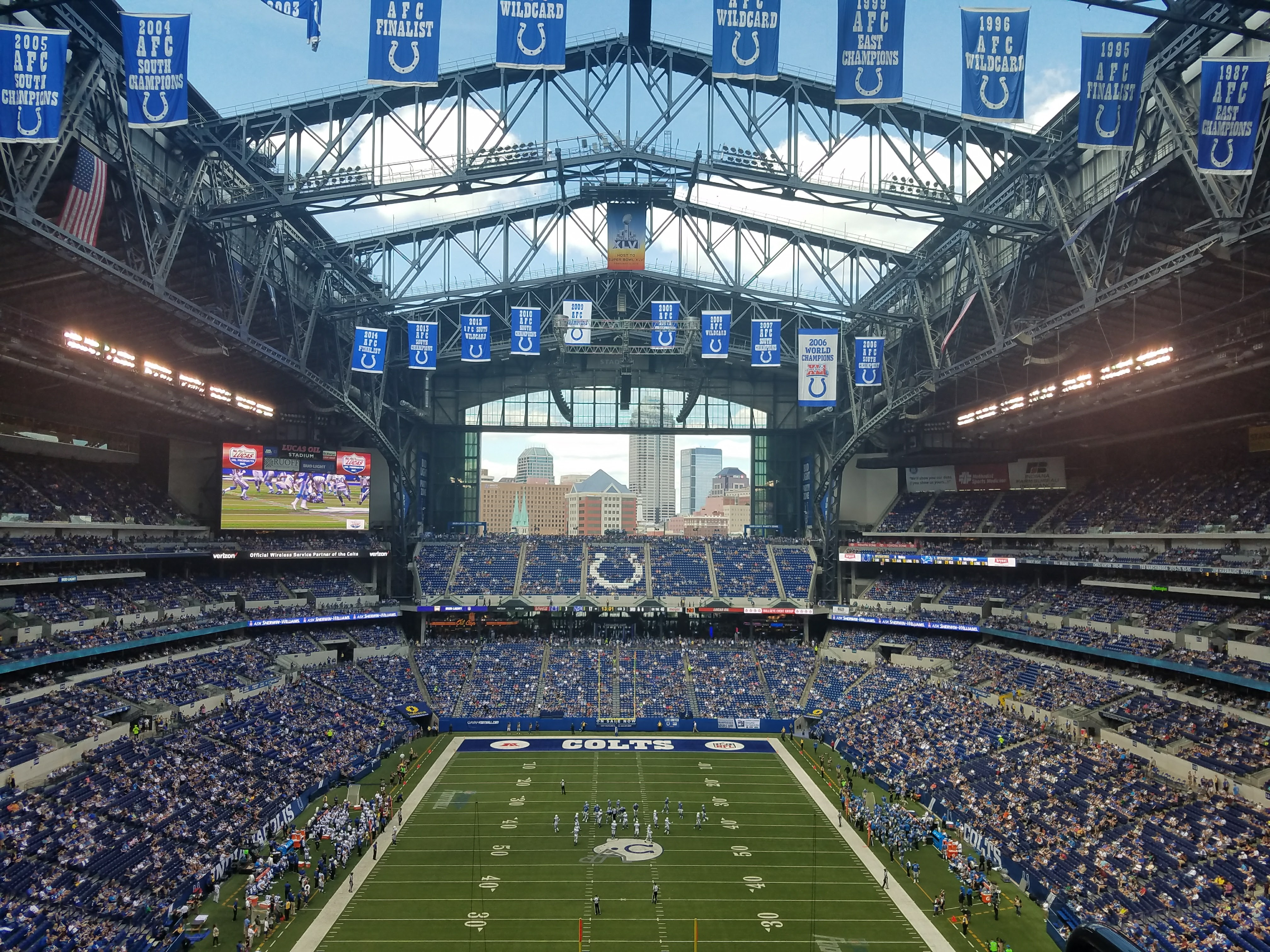
Lucas Oil Stadium em Indianápolis, casa do Indianapolis Colts.

A partir de 2013, Indiana produziu mais jogadores da NBA per capita do que qualquer outro estado. Muncie produziu o mais per capita de qualquer cidade americana, com duas outras cidades de Indiana entre as dez melhores. Possui uma rica herança de basquetebol que remonta aos anos de formação do esporte. O Indiana Pacers da NBA jogam seus jogos em casa no Bankers Life Fieldhouse, o time começou a jogar em 1967 na American Basketball Association (ABA) e ingressaram na NBA quando as ligas se fundiram em 1976. Embora James Naismith tenha desenvolvido basquetebol em Massachusetts em 1891, o basquetebol de ensino médio nasceu em Indiana.
Indianápolis é a casa do time de futebol americano Indianapolis Colts da NFL, o time foi fundado em 1953 em Baltimore, Maryland, como Baltimore Colts, se mudando para Indianápolis em 1984, mandando seus jogos no RCA Dome por 25 anos até se mudarem para o Lucas Oil Stadium, o time ganhou o Super Bowl em 1970 em Baltimore e em 2007 em Indianápolis.

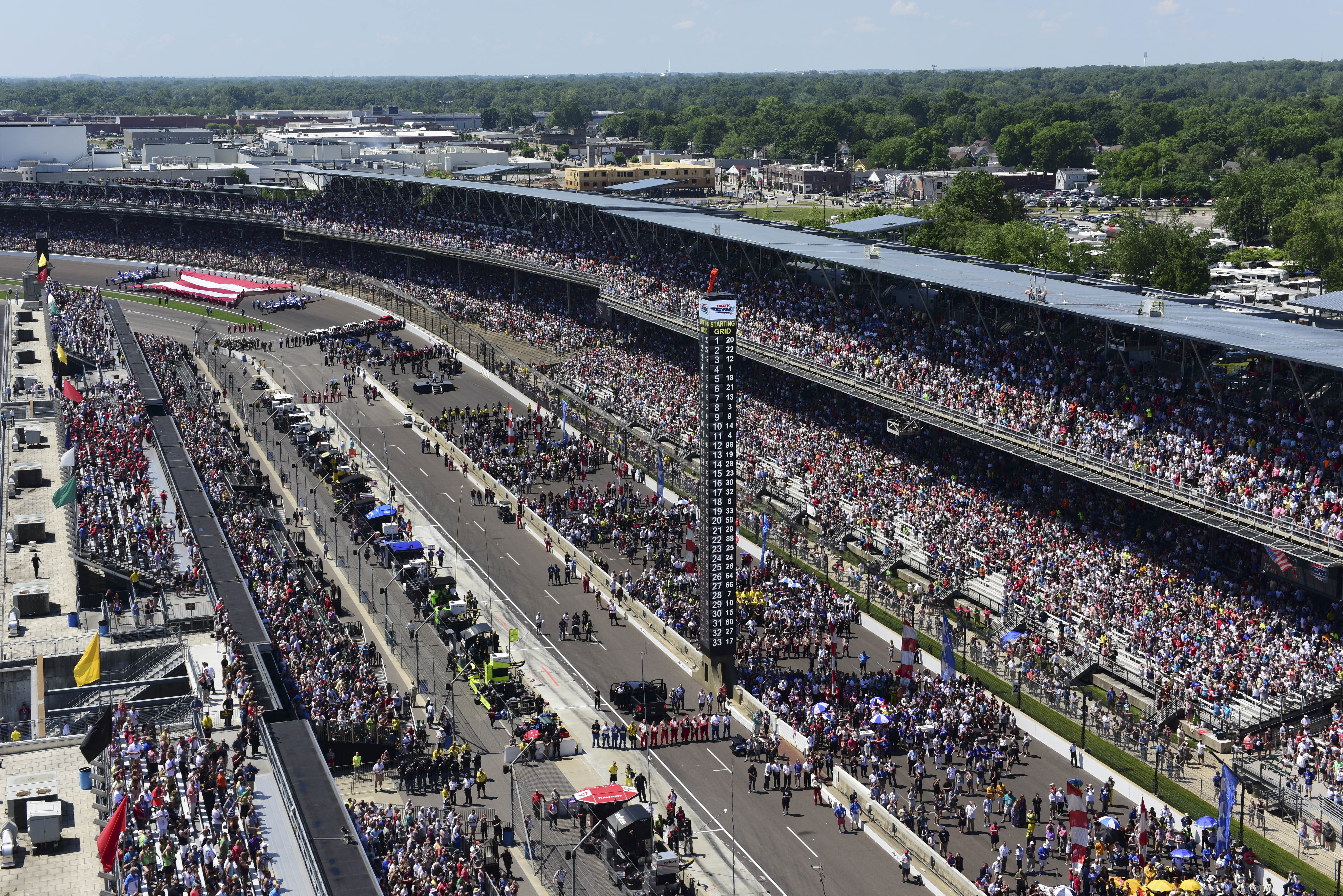
Indianapolis Motor Speedway, em Speedway, local das 500 Milhas de Indianápolis.

Indiana tem uma extensa história como automobilismo. Indianápolis realiza a corrida das 500 Milhas de Indianápolis no fim de semana do Memorial Day no Indianapolis Motor Speedway todo mês de maio. O nome da corrida é geralmente encurtado para "Indy 500" e também recebe o apelido de "O Maior Espetáculo das Corridas". A corrida atrai mais de 250.000 pessoas todos os anos, sendo o maior evento esportivo de um dia do mundo, além de hospedar a sede da IndyCar Series, o circuito também sedia a corrida Brickyard 400 da NASCAR. O local já sediou o Grande Prêmio dos Estados Unidos de Fórmula 1 entre os anos de 2000 e 2007 e o Grande Prêmio de Indianápolis de Motovelocidade da MotoGP entre os anos de 2008 a 2015.
Indiana apresenta a maior e mais prestigiada corrida de arrancada do mundo, a NHRA Mac Tools U.S. Nationals, realizada todos os fins de semana do Dia do Trabalho no Lucas Oil Raceway em Clermont. Indiana também é sede de uma das principais corridas de barco a motor, da liga H1 Unlimited, a Madison Regatta em Madison.